# Lesnická značka

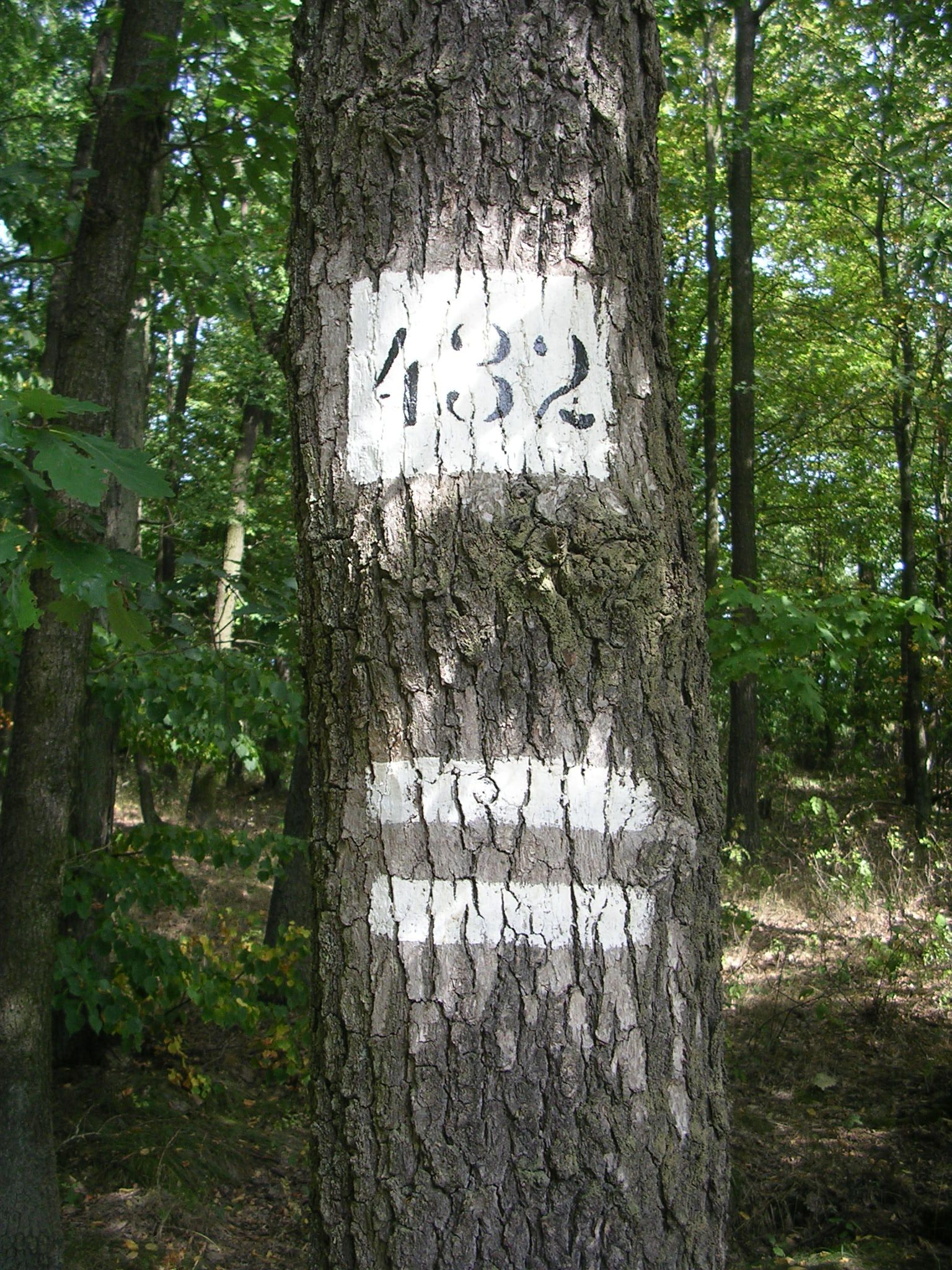
Hranice a číslo lesního oddělení na Křivoklátsku

Lesnická značka je značka použitá lesní správou pro účely lesnictví či dřevařství. Vyznačuje nejčastěji prostorovou identifikaci a rozdělení lesa nebo vymezení stromů či prostoru určených ke kácení. 

## Lesnické značky
Značky prostorového rozdělení lesa:
- hranice oddělení; oddělení mívá rozlohu několika desítek hektarů, v evidenci je uváděno pod číslem; hranice oddělení je většinou tvořena cestami, potoky, okraji lesa, průseky, na stromech je označena dvěma vodorovnými pruhy bílé barvy o délce 20 cm, šířce 4 cm a s mezerou 4 cm (někdy je uváděna šířka 5 cm[2]).
- hranice dílce; oddělení je zpravidla tvořeno několika dílci, které jsou v evidenci značeny velkým písmenem; hranice dílce je často tvořena přímým průsekem a na stromech značena jedním bílým vodorovným pruhem o délce 20 cm a šířce 4 cm.
- někde jsou nebo v minulosti bývaly na křižovatkách na stromech tabulky s čísly oddělení nebo bylo číslo napsáno černou barvou na bílém obdélníku
- na území vojenských újezdů se místo bílé barvy používá žlutá barva[2]

Značky označující kvalitu stromů a značky plánování těžby
- pro označení jednotlivých stromů k těžbě v rámci výchovných zásahů (probírka, prořezávka), slouží tečky
- k označení plošných sečí slouží označení okrajů svislými pruhy a obrácenými písmeny T[1], někdy též neobráceným psímenem T[2]
- stromy, které mají v rámci území plošné seče zůstat stát, se označují křížkem
- v CHKO Brdy značí vojenská lesní správa vodorovným zeleným pruhem hranice obnovních prvků čili pasek, přičemž označené stromy zůstávají při lesní těžbě stát, vyznačují tedy jakousi linii (hranici) plánované těžby. [3]
- pro přibližování dřeva nebo těžbu harvestory bývají vyznačeny přibližovací linky pro pohyb strojů v porostech šipkami nebo šikmými pruhy na kmenech stromů
- lapáky na kůrovce před svým pokácením jsou označeny písmenem L nebo pořadovým číslem

K vyznačení těžeb se používají výrazné barvy, někdy dokonce až signální. Revírníci pro různé druhy těžeb používají různé barvy, například jiné pro probírky, mýtní těžby, nahodilé těžby, kůrovcovou těžbu, vyznačení samovýrob pro obyvatele na palivo atd., obecné pravidlo pro volbu barev ale neexistuje. Nejčastěji bývá použita barva červená nebo neonová.
- nejkvalitnější stromy pro sběr osiva jsou označeny číslem mezi dvěma bílými pruhy po celém obvodu stromu[1][2]
- kvalitní porosty pro sběr osiva bývaly značeny na okrajích zeleným pruhem kolem stromu nebo křížem;[1] uznané porosty kategorie A se označují jedním zeleným pruhem po celém obvodu kmene okrajových stromů, uznané porosty kategorie B (méně kvalitní) jedním zeleným křížem na kmeni okrajových stromů.[2]

Různými značkami na cestě či na stromech si mohou lesniční pracovníci značit také trasy například pro různé práce v lese, opravy cest či odvoz dřeva.
- modrý trojúhelník umístěný v prsní výšce postavený na hranu označuje doupný strom[5]
- V CHKO Brdy se používá oranžový plný trojúhelník o velikosti cca 10 cm, postavený na základně špičkou k vrcholu a umístěný zhruba ve výšce očí, pro označení stromu, na kterém je umístěna budka pro lesní ptactvo.[6]

## Jiné značení na stromech

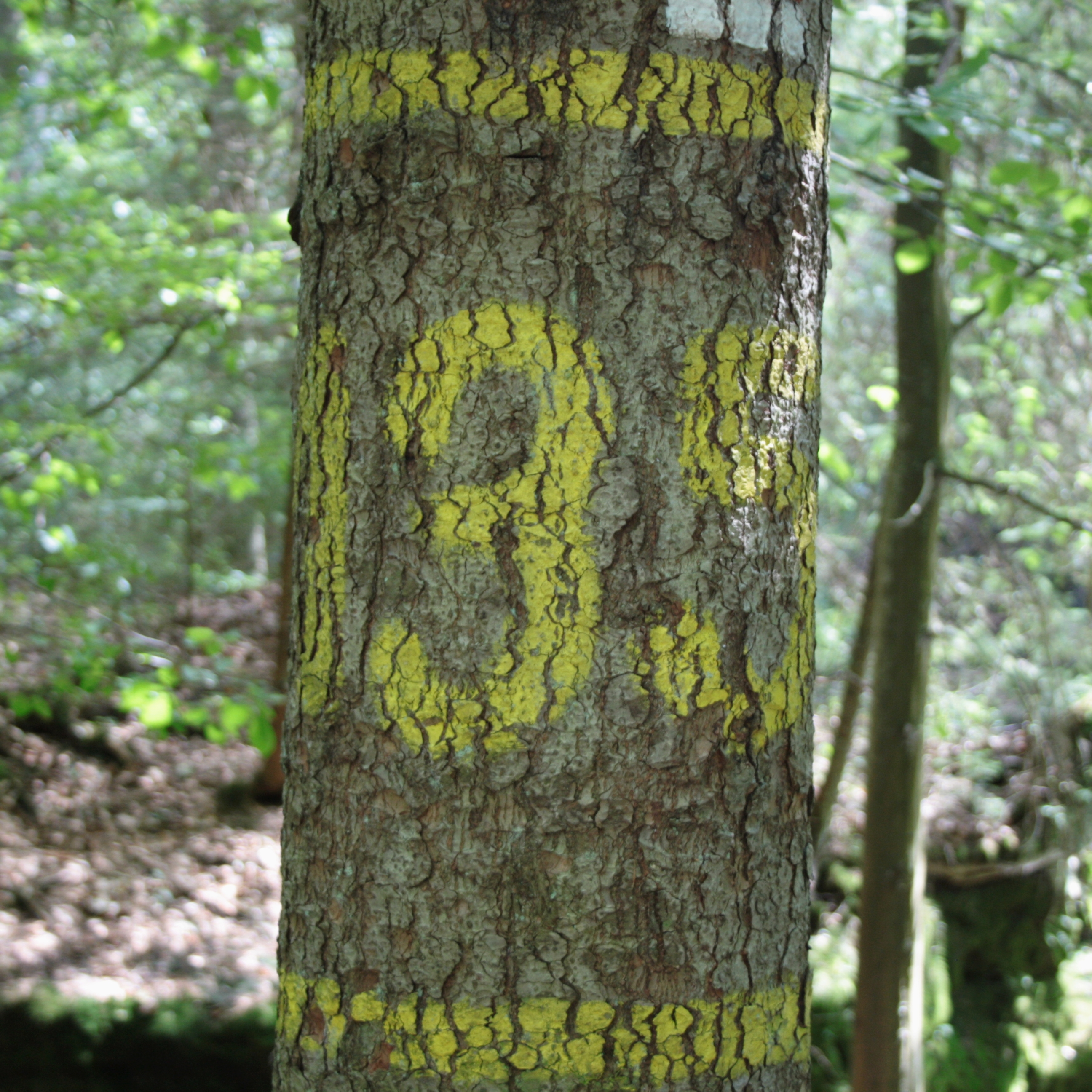
Identifikační označení stromu ve výzkumné ploše v Pavlině údolí u Jetřichovic

- turistické značky pro pěší, cyklistickou, lyžařskou nebo jezdeckou turistiku
- značky na stromech dělají i orgány ochrany přírody, výzkumníci, topografové, vodohospodáři, vojáci, myslivci, projektanti i další[1]
- hranice maloplošných chráněných území (přírodní rezervace, přírodní památka) nebo první zóny národních parků jsou značeny červeným pruhem kolem stromu, který je z vnější strany doplněn polovinou dalšího, rovnoběžného pruhu; pruhy jsou 5 cm široké, oddělené 5 cm širokou mezerou[2]
- výzkumné ústavy si značí imisní, výzkumné a zkusné plochy, ty mívají nejčastěji rozlohu 0,20 nebo 0,50 ha. Po obvodu jsou označeny bílým vodorovným proužkem a uvnitř plochy je označen každý strom žlutým pořadovým číslem.[1]
- hranice lesů různých majitelů mohou být vyznačeny nejen trvalými měřickými body, ale také různými způsoby značení hraničních stromů[1]
- triangulační měřické body bývají kromě patníku a sloupku s tabulkou zvýrazněny také označením nejbližších stromů trojúhelníkem postaveným na špičku[1]
- projektantské značky pro plánování výstavby a oprav cest nejčastěji značí vzdáleností a objekty podél tras cest[1]
- různými značkami si dřevaři značí kulatinu, především jako prevenci proti krádežím, ale i například k identifikaci nebo k označení kvality či původu